# Ju Čin
Ju Čin (kitajsko: 于钦; pinjin: Yu Qin), kitajski geograf in uradnik, * 1284, † 1333.